# Le Silence (film, 1963)
Pour les articles homonymes, voir Le Silence.
Pour plus de détails, voir Fiche technique et Distribution.
Le Silence (Tystnaden) est un film suédois réalisé par Ingmar Bergman, sorti en 1963. Il a, à sa sortie en Allemagne et en Autriche, été accusé de pornographie.

## Synopsis
Ester et Anna sont sœurs. Accompagnées de Johan, le jeune fils d’Anna, elles traversent un pays qui leur est étranger et qui, semble-t-il, est en état de siège. La maladie d’Ester les oblige à faire une halte dans un hôtel.

## Commentaire
(mai 2024).
Si vous disposez d'ouvrages ou d'articles de référence ou si vous connaissez des sites web de qualité traitant du thème abordé ici, merci de compléter l'article en donnant les références utiles à sa vérifiabilité et en les liant à la section « Notes et références ».
Alors que l'incommunicabilité est un des thèmes majeurs de l'œuvre de Bergman, il l'illustre ici de deux façons supplémentaires, assez exceptionnelles dans sa filmographie :
- Tout d'abord, il place l'intrigue dans un cadre étranger. En dehors de quelques rares films comme celui-ci ou L'Œuf du serpent, tous les films de Bergman se déroulent en Suède. Au problème de relations entre les deux sœurs se superpose celui de la relation avec l'environnement, et l'incompréhension de la langue et de ce qui se passe à l'extérieur.

- Mais d'une certaine manière la présence de l'enfant remet les choses en perspective, via son regard sur un monde qu'il a l'habitude de ne pas comprendre.

## Fiche technique
- Titre : Le Silence
- Titre original : Tystnaden
- Réalisation : Ingmar Bergman
- Scénario : Ingmar Bergman
- Production : Allan Ekelund

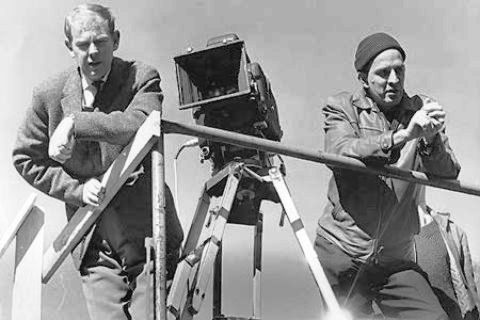
Ingmar Bergman et Sven Nykvist lors du tournage du film.

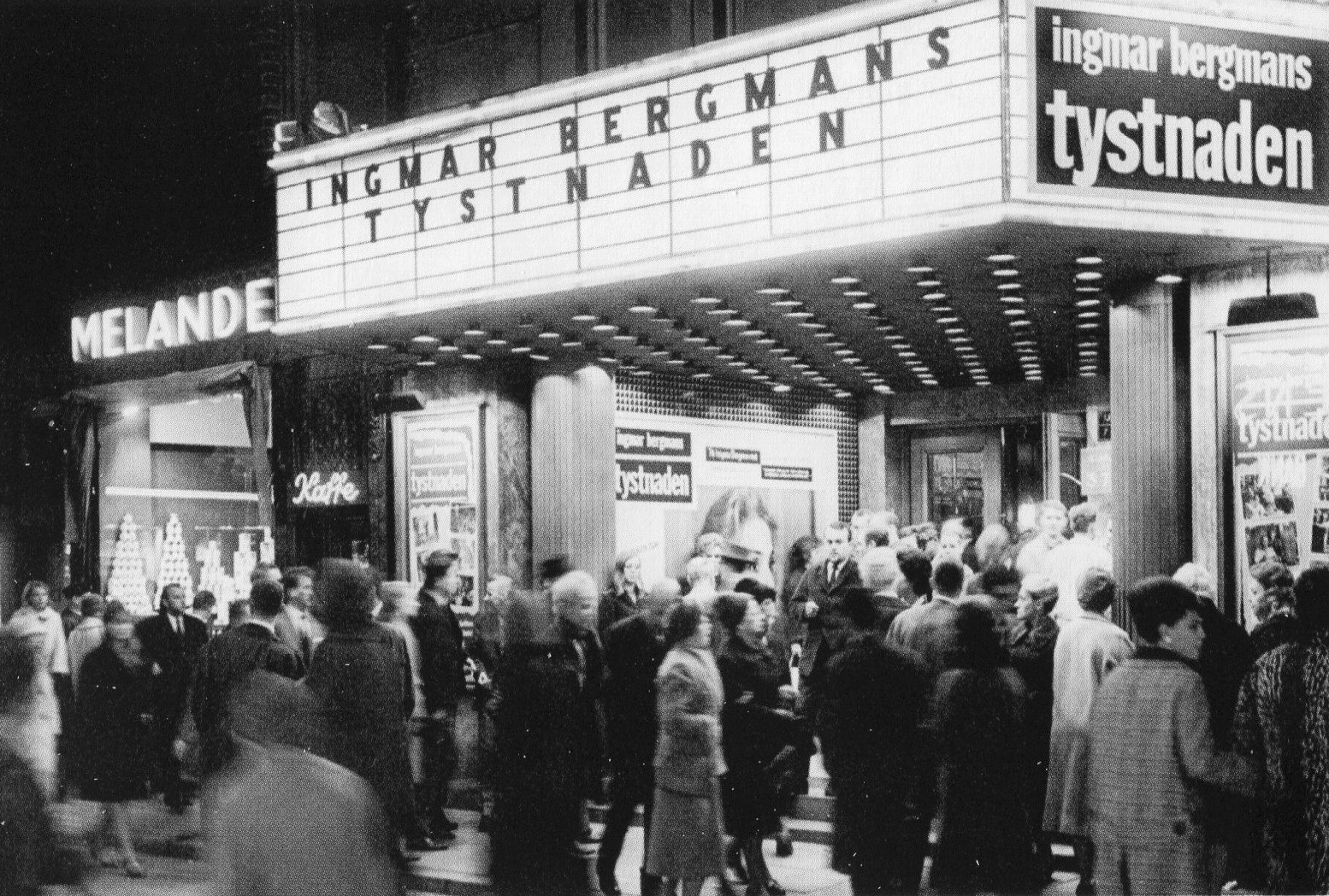
Le film à l'affiche d'un cinéma suédois le jour de sa sortie

- Société de production : Svensk Filmindustri
- Musique : Ivan Renliden (non crédité), Jean-Sébastien Bach
- Photographie : Sven Nykvist
- Montage : Ulla Ryghe
- Décors : P.A. Lundgren
- Costumes : Marik Vos et Bertha Sånnell (non créditée)
- Pays d'origine : Suède
- Format : Noir et blanc - 1,37:1 - Mono - 35mm
- Genre : drame
- Durée : 96 min
- Date de sortie : 23 septembre 1963 (Suède)

## Distribution
- Ingrid Thulin : Ester
- Gunnel Lindblom : Anna
- Jörgen Lindström : Johan
- Hakan Jahnberg : le maître d'hôtel
- Birger Malmsten

## Postérité
Jacques Doillon a réalisé en 1984 La Pirate, un film qui se veut un remake du Silence. Le réalisateur français déclare à cette occasion « J'admire Ingmar Bergman et, comme lui, je pense qu'il faut davantage fonctionner avec ses nerfs qu'avec sa tête ».

### Articles
- (fr) Gilbert Salachas, « Le Silence », Téléciné no 115, Fédération des Loisirs et Culture Cinématographique (FLECC), Paris, février-avril 1964,  (ISSN 0049-3287).